# Canto dos Banquinhos
O Canto dos Banquinhos é uma elevação portuguesa localizada na freguesia dos Flamengos, concelho da Horta, ilha do Faial, arquipélago dos Açores.
Este acidente geológico encontra-se geograficamente junto ao vulcão central da ilha do Faial, do qual faz parte e que tem o seu ponto mais elevado no Cabeço Gordo que se eleva a 1043 metros de altitude acima do nível do mar.
O Canto dos Banquinhos encontra-se próximo do Cabeço Gordo, do Alto do Cabouco e da Lomba de Baixo. Nas suas encostas nascem várias ribeiras que ao se aproximarem do mar juntam as suas águas na Ribeira dos Flamengos que depois de passar pelo localidade dos Flamengos, e pelo povoado do Farrobo, atravessa a cidade da Horta indo desaguar no mar na Baía da Horta entre a Ponta da Espalamaca e as Angústias.
Esta formação geológica localiza-se a 922 metros de altitude acima do nível do mar.